# PGA of Germany
Die PGA of Germany (Professional Golfers Association of Germany) ist der deutsche Verband für Berufsgolfer. Derzeit zählt sie etwas mehr als 2.000 Mitglieder in neun Landessektionen.

## Geschichte
Der Verband wurde im Jahr 1927 unter dem Namen „Deutscher Golflehrer-Verband e.V.“ gegründet und hat seinen Sitz in München. Im Jahr 1995 wurde er in „PGA of Germany“ umbenannt.
Die Hauptaufgaben beinhalten neben der Betreuung der Mitglieder, die Förderung der Mitglieder und des Golfsports, Organisation von Turnieren und Lehrgängen, sowie die Nachwuchsförderung. Des Weiteren ist die PGA of Germany Anteilseigner der Pro Golf Tour.